# Gingivorragia
La gingivorragia es una hemorragia espontánea que se produce en las encías. Es un motivo frecuente de consulta tanto en atención primaria como en los servicios de urgencias, que en un paciente aparentemente sano suele corresponder a una patología banal, pero tras la que en ocasiones se puede esconder una patología de mayor gravedad. 
Se debe tener un alto índice de sospecha mediante una buena anamnesis y exploración, seleccionando aquellos casos en los que el sangrado no ceda con los métodos convencionales, solicitar las pruebas complementarias con las cuales diagnosticar de forma precoz una patología cuya evolución espontánea suele ser fatal. 
- Datos: Q5879968